# Pedro Bondo
Bondo Francisco est un nom portugais ; le premier nom de famille (d'usage facultatif) est Bondo et le second est Francisco.
Pour les articles homonymes, voir Bondo.
Pedro Bondo Francisco, né le 16 novembre 2004 à Luanda, est un footballeur international angolais qui évolue au poste d'arrière gauche au FC Famalicão.

## Biographie

### Carrière en club
Bondo commence sa carrière à l'Atlético Petróleos de Luanda, où il remporte plusieurs titres en championnat et en coupe. Le 12 juillet 2023 est annoncé son prêt à l'équipe réserve du Sporting Portugal, en Liga 3 portugaise,. il y effectue une saison complète avec 23 matchs et un but au compteur.
Le 23 janvier 2025, il quitte pour de bon l'Angola et rejoint le FC Famalicão, dans le championnat portugais jusqu'en 2029. Sur le banc pour ses premiers matchs, il rentre en jeu pour la première fois le 5 avril 2025 face au FC Arouca puis marque son premier but le 18 avril contre le FC Porto.

### En sélections nationales
Bondo fait ses début en équipe d'Angola à l'été 2024 à l'occasion de la Coupe COSAFA 2024. Il s'y illustre avec un but en finale, remportée cinq à zéro face à la Namibie.

## Palmarès

### En club
Atlético Petróleos Luanda
- Championnat d'Angola :
  - Champion en 2022, 2023 et en 2025.
- Coupe d'Angola :
  - Vainqueur en 2022 et en 2023.
- Supercoupe d'Angola :
  - Vainqueur en 2024.
  - Finaliste en 2022.

### En sélection
Angola
- Coupe COSAFA (2)
  - Vainqueur en 2024 et en 2025.